# Charaxes katerae
Charaxes katerae är en fjärilsart som beskrevs av Carpenter 1937. Charaxes katerae ingår i släktet Charaxes och familjen praktfjärilar. Inga underarter finns listade i Catalogue of Life.